# هسو فو

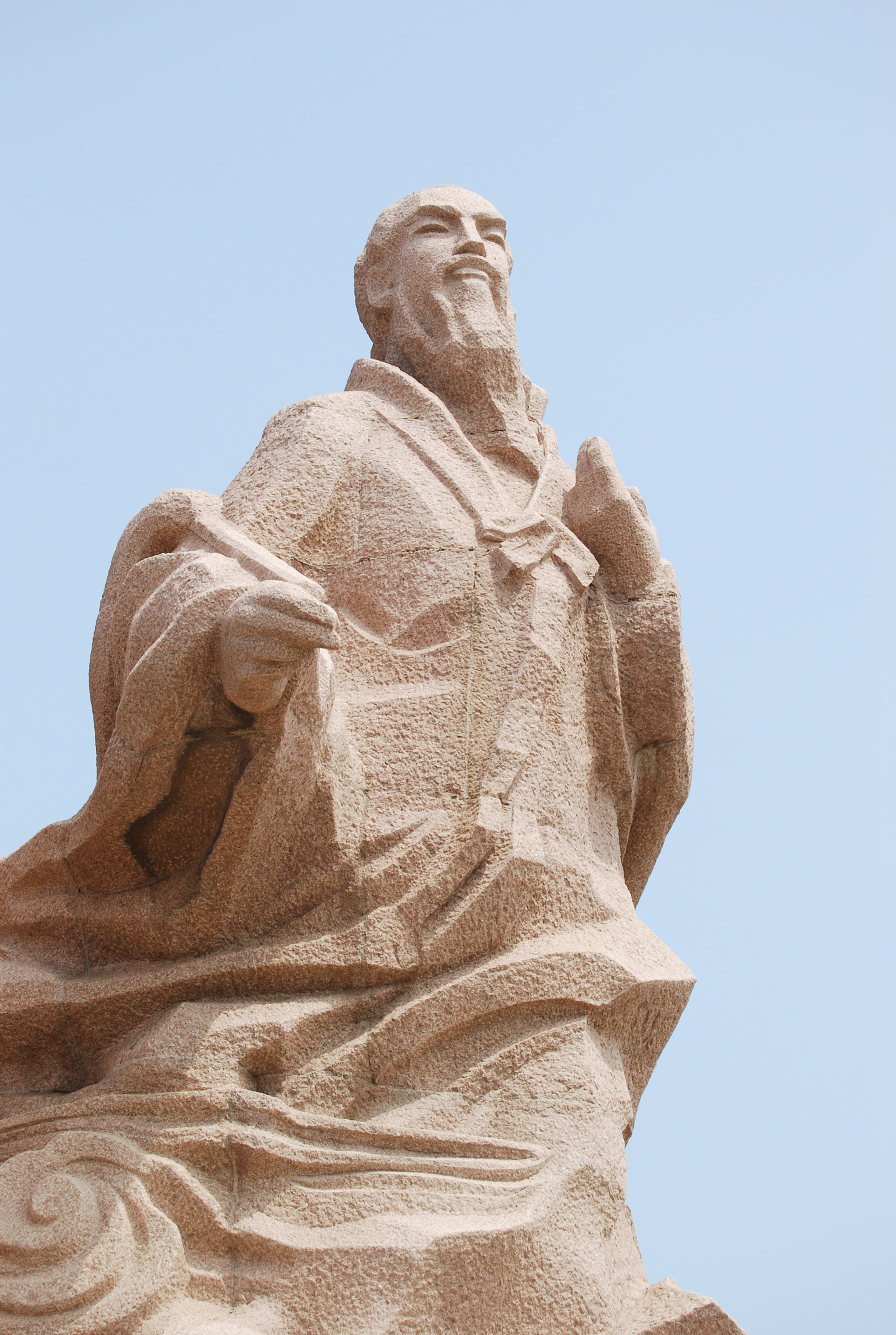
l[مجسمه‌ای از هسو فو در ویهای، شاندونگ

هسو فو (Xu Fu)،‏ شیمیدان و کاوشگر چینی بود. او ۲۵۵ سال پیش از میلاد در چی، یک ایالت باستانی چینی متولد شد و میان ۱۹۵ تا ۱۵۵ سال پیش از میلاد چشم از جهان فروبست. او به عنوان ساحر در دربار دودمان چین خدمت می‌کرد و دو بار توسط چین شی هوانگ برای جستجوی اکسیر حیات به دریاهای شرقی اعزام شد. هر دو سفر او میان ۲۱۹ تا ۲۱۰ سال پیش از میلاد انجام شدند. گفته می‌شود، ناوگان او شامل شصت کرجی، سربازان و خدمهٔ کشتی، سه هزار پسر و سه هزار دختر و پیشه‌وران زمینه‌های مختلف بوده‌است. وی پس از آن که با کشتی عازم سفر دوم شد، هرگز بازنگشت.

## سفر دریایی

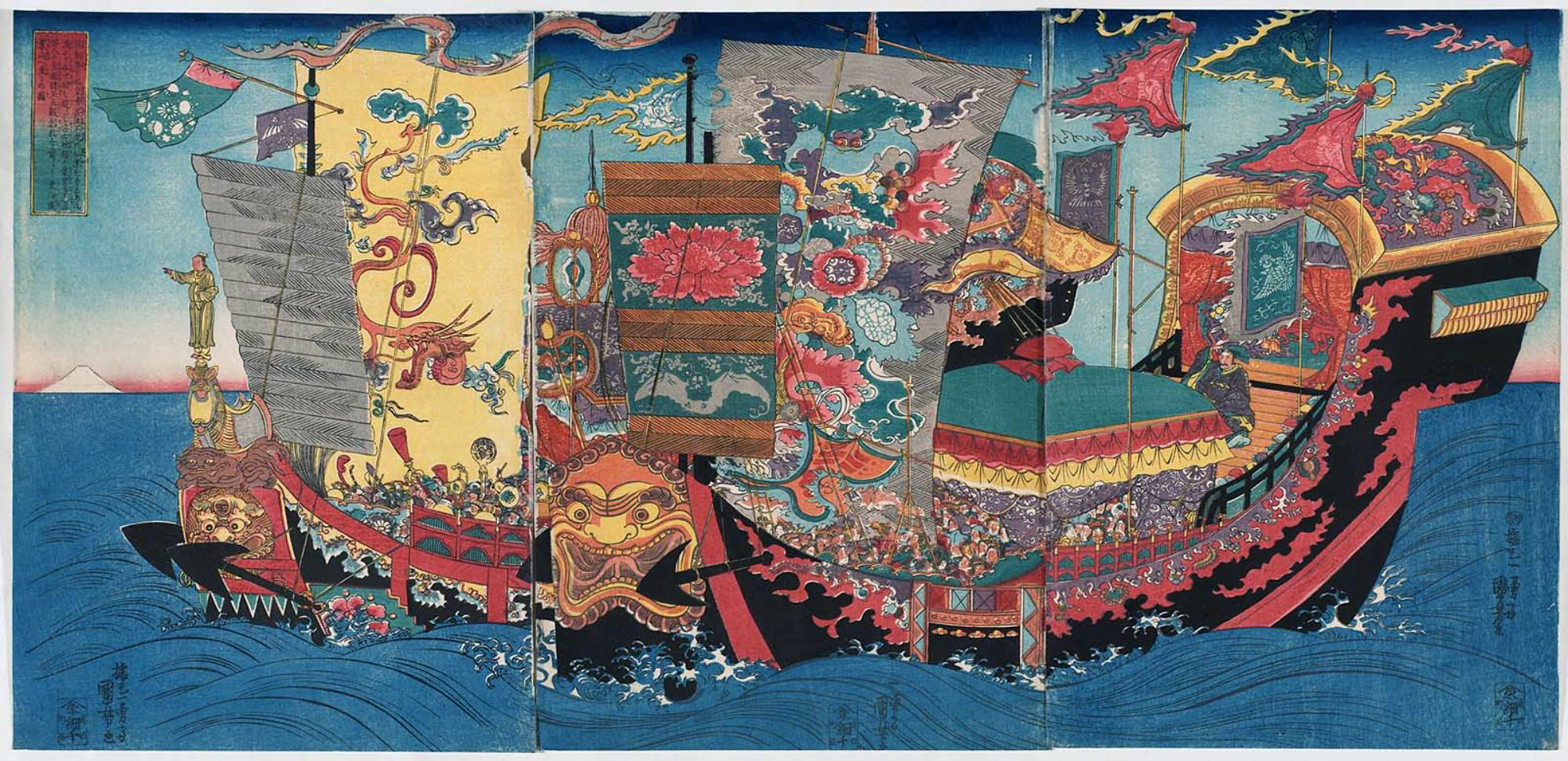
اعزام هسو فو به دنبال اکسیر جاودانگی

فرمانروای دودمان چین، چین شی هوانگ که از مرگ می‌هراسید و به دنبال راهی برای زندگی جاودان بود، وظیفهٔ یافتن اکسیر جاودانگی را به هسو فو سپرد. هسو فو ۲۱۹ سال پیش از میلاد به همراه سه‌هزار پسر و دختر باکره به راه افتاد تا اکسیر حیات را از نامیراهای کوه پنگلای، مانند آنقی شنگ، پس بگیرد که ظاهراً جادوگری با هزار سال سن بوده‌است. زو چندین سال در دریاها جستجو کرد اما کوه را نیافت. ۲۱۰ سال پیش از میلاد هنگامی که چین شی هوانگ از او پاسخ طلبید، ادعا کرد یک موجود دریایی غول‌پیکر راه را مسدود کرده و درخواست داد کماندارانی برای نابودی آن روانه شوند. چین شی هوانگ درخواست او را پذیرفت و کماندارانی را برای کشتن آن ماهی غول‌آسا اعزام کرد. پس از آن زو بار دیگر سفر آغاز کرد اما این بار بازنگشت. در آثار ثبتی تاریخنگاران بزرگ آمده‌است که او به مکانی با جلگه‌های پست و مرداب‌های وسیع آمد و ادعای پادشاهی کرد تا هرگز بازنگردد.
متون تاریخی بعد از آن دوره در مورد مقصد نهایی زو مبهم هستند. در یادداشت‌های سه پادشاهی و کتاب تاریخ هان متاخر و نیز گوادی ژی، هر سه، آمده که او به «دانژو» رفته اما مکان تقریبی دانژو ناشناخته است. سرانجام بیش از ۱۱۰۰ سال بعد از آخرین سفر دریایی هسو فو، راهبی به نام ییچو طی حاکمیت ژوی بعدی (سال ۹۵۱ تا ۹۶۰ میلادی)، دورهٔ پنج سلسله و ده پادشاهی، در مورد مقصد او نوشت که هسو فو در ژاپن به سر می‌برده و کوه فوجی را پنگلای نامیده‌است. شواهد مربوط به «افسانهٔ هسو فوی ژاپن» در بسیاری از الواح ثبت شده‌است.

## میراث
گفته می‌شود زو فناوری‌های کشاورزی و دانش جدیدی را ارائه کرده‌است که کیفیت زندگی ژاپنی‌های باستان را بهبود بخشیده‌است. همچنین گفته‌اند که او گیاهان و فناوری‌های جدید بسیاری را معرفی کرده‌است هرچند که سال‌ها بعد چنین متونی ثبت شده‌اند. القاب رب‌النوع زرع، رب‌النوع طب و رب‌النوع ابریشم به دلیل چنین دستاوردهایی به او نسبت داده شده‌است. معابد و لوحه-های بسیاری از هسو فو در اطراف ژاپن یافت می‌شوند. در شوژو مؤسسهٔ پژوهشی هسو فو وابسته به کالج معلمین شوژو وجود دارد.
یک تاریخ‌دان ژاپنی به‌نام اینو اوکیفو معتقد بود که، امپراتور جینموی ژاپن همان هسو فو است. دورهٔ یایویی تقریباً با ورود فرضی هسو فو همزمان است.
شخصیت افسانه‌ای هسو فو که در داستان‌های مصور ماورل کامیکس ظاهر می‌شود، بر همین اساس شکل گرفته‌است.
اشاره شده‌است که فرانک ژانگ یکی از شخصیت‌های اصلی ریک ریوردن در سریال قهرمانان المپ از نوادگان زو است.
بوستان جوفوکو در شینگو، استان واکایاما وقف هسو فو شده‌است.

### میراث در ژاپن
بر اساس رسوم شهر ساگا در استان ساگا، هنگامی که هسو فو به دریای آری‌آکه آمد، تصمیم گرفت پیاله‌ای را در آب شناور کند و به ساحلی برود که پیاله از آن وارد خشکی می‌شود. بر طبق همین رسم، نام مقصد او را «بوبای» گذاشته‌اند که معنای لغوی آن «پیالهٔ شناور» است.
گفته می‌شود هسو فو به قلهٔ کوه کینریو دست یافته و در آنجا زاهدی را ملاقات کرده‌است و اکسیر حیات جاودان را به دست آورده‌است. همچنین می‌گویند اکسیر از گیاهی به نام فوروفوکی ساخته شده‌است که امروزه همچنان در کوه کینریو می‌روید. نام «فوروفوکی» از کلمهٔ «فوروفوشی» به معنای «نه پیر شو و نه بمیر» در ژاپنی گرفته شده‌است.
در اکتبر ۲۰۰۸، سمپوزیوم بین‌المللی هسو فوی ساگا در شهر ساگا برگزار شد. پژوهشگران بسیاری از ژاپن، سرزمین اصلی چین، تایوان و کره جنوبی در این سمپوزیوم شرکت کرده‌اند و بیانیه‌هایی ارائه داده‌اند. همچنین سخنرانی‌ای در ارتباط یوشینوگاری ایراد شد.

## تاریخ‌گرایی
برخی از پژوهشگران امروزی افسانهٔ هسو فو را به لحاظ تاریخی محتمل می‌دانند. در حالی که سایر پژوهشگران معتقدند این داستان تناقض‌های بی‌شماری دارد و هیچ‌گونه مدرک متقاعدکننده‌ای دال بر حقیقی بودن آن موجود نیست. پژوهش‌های علم ژنتیک نشان می‌دهد که مردمان ژاپنی مخلوط ژنتیکی مردمان جومون بومی و مردمان یایویی مهاجم هستند. مردمان جومون در حدود ۱۴ هزار سال پیش از میلاد مسیح در دوران پارینه‌سنگی از جنوب شرق آسیا و مردمان یایویی حدود هزار سال پیش از میلاد از شمال شرق آسیا به مجمع الجزایر ژاپن مهاجرت کردند. از آنجاییکه دودمان چین ۲۲۰ سال پیش از میلاد تأسیس شده بود، سفر دریایی هسو فو پس از استقرار مردمان یایویی و جومون در ژاپن بوده‌است. در سال‌های میان دورهٔ جومون تا دورهٔ یایویی جمعیت ژاپن چهارمیلیون نفر افزایش یافت. کشت برنج در آن زمان توسط یک جامعهٔ زراعی مرسوم شده بود. همراهان هسو فو شامل سه هزار بچه برای آنکه بر میلیون‌ها نفر از مردمان یایویی و جومون نفوذ یا تسلط پیدا کنند، بسیار کوچک و بی تجربه به نظر می‌رسیدند. اگر هسو فو در ژاپن مستقر شده باشد، ژاپنی‌ها احتمالاً باید به یکی از گونه‌های چینی صحبت کنند. در حالی که زبان ژاپنی به لحاظ زبان‌شناسی هیچ رابطهٔ ژنتیکی‌ای با زبان چینی ندارد، بلکه متعلق به خانوادهٔ متفاوتی از زبان‌ها به نام زبان‌های ژاپنی است. مذهب ملی ژاپنی به نام کو-شینتو زنده‌انگاری متنوعی از دورهٔ جومون یعنی قبل از دوران هسو فو است. به علاوه هیچ نوشته‌ای وجود ندارد که روشن کند، هسو فو در کدام مکان از میان رفته یا اینکه همچنان زنده است. کوجیکی و نیهون شوکی فاقد جزئیات مربوط به هسو فو هستند و داستان‌های مکتوب در مورد هسو فو حداقل صد سال بعد از ناپدید شدن او به وجود آمدند.